# Agerola
Agerola község (comune) Olaszország Campania régiójában, Nápoly megyében.

## Fekvése
A Lattari hegyvonulat egyik völgyében fekszik, 630 m-rel a tengerszint felett, Nápolytól 35 km-re délkeleti irányban.

## Története
Nevét az olasz ager szóból eredeztetik, amelynek jelentése rét. Az első lakosok letelepedésekor a vidéket valószínűleg erdők borították, amelyek egységét rétek szakították meg. A kisebb települések a 17. során egyesültek és ekkor alakult ki a mai Agerola. Az egykori különálló települések mindegyike ma is különálló egységet (frazione) alkot a község keretei belül.
A terület kezdetben az Amalfi Köztársasághoz, majd később a Nápolyi Királysághoz tartozott. 1799-ben csatlakozott a tiszavirág-életű Parthenopéi Köztársasághoz is.
A vidék természeti adottságai miatt az itt lakók elsősorban állattenyésztéssel foglalkoztak. Agerola elsősorban sajtjáról híres.

## Népessége
A népesség számának alakulása:

## Főbb látnivalói
Legfőbb látnivalója a Castello Lauritano, amelynek romos falairól csodálatos kilátás nyílik a Salernói-öbölre. Templomai közül figyelemreméltó az 1400-ban épült Santa Maria la Manna, amelyben a nagy keleti ikonrombolás során idemenekített Madonna-képet őriznek. Ugyanakkor figyelemreméltó a 17. századi San Matteo Apostolo valamint Santuario di Maria SS. del Rosario és San Martino templomok.